# Xavier Serbiá
Francisco Xavier Serbiá Queipo (Santurce, Porto Rico, 24 de julho de 1968) é um comentarista financeiro e colunista porto-riquenho. É o âncora do programa CNN Dinero na CNN en Español. Serbiá foi membro da boy band Menudo na década de 1980.

## Primeros anos
Nascido na cidade de Santurce, em Porto Rico, se juntou ao Menudo em 1980 e na banda participou do filme Una Aventura LLamada Menudo e de uma telenovela. Serbiá, que ficou conhecido como "El Rubio de Oro" (em português:  O Louro de Ouro) foi substituído no grupo por Ray Reyes no ano de 1983, vindo mais tarde a experimentar carreira solo.
Em 1986 participou do seriado de TV humorístico La Pensión de Doña Tere. Em 1989 participou de uma versão em espanhol da série televisiva Mando A Distancia de Porto Rico. Em 1998 foi convidado a participar do retorno do Menudo no projeto El Reencuentro, tendo recusado.

## Escritor
Serbiá é autor do best-seller La Riqueza En Cuatro Pisos, publicado pelo Grupo Santillana.  Também atua como redator na seção de negócios de diversos veículos como o Yahoo! em espanhol, onde mantem o programa semanal Conexión Dinero e a coluna Money Matters da revista Siempre Mujer da Meredith Corporation. 
No Centro Internacional Para Jornalistas Xavier Serbiá atuou como instrutor de cursos online em espanhol com a temática Administração de Finanças Pessoais, ministrando para jornalistas hispânicos e também para aqueles que cobrem assuntos financeiros dos Estados Unidos. Serbiá também administra seu site pessoal onde aborda assuntos econômicos em língua espanhola publicando suas opiniões, vídeos e perguntas e respostas sobre o tema.
Em 2003 foi escolhido pela NBC Telemundo e Ford para comandar a série de TV El Camino Al Triunfo, onde atuou como escritor e apresentador. Já atuou como comentarista âncora em programas da Rede Telemundo como os noticiários Telemundo 47, Esta Mañana, entre outros.
Serbiá possui mestrado em Economia Financeira pelo Trinity College de Connecticut. Fez MBA com especialização em finanças e também logrou o nível I do exame CFA.